# Islamischer Block
Der Islamische Block (arabisch الكتلة الإسلامية), formell die Allianz für Ägypten, war eine Parteienallianz aus islamistischen politischen Parteien in Ägypten, die im Vorfeld der Parlamentswahlen in Ägypten 2011/2012 gegründet wurde.
Sie bestand aus zwei salafistischen Parteien – die Partei des Lichts und die Authentizitätspartei – sowie aus der Aufbau- und Entwicklungspartei, die der politische Flügel der Islamischen Gemeinde (Gamaa Islamija) ist. Die Gründung der Allianz wurde am 3. November 2011 öffentlich angekündigt.

## Wahlergebnisse
Bei den Parlamentswahlen in Ägypten 2011/2012 gewann der Islamische Block 7.534.266 von insgesamt 27.065.135 gültigen Stimmen, oder knapp 27,8 % der Gesamtstimmen. Die Allianz erhielt damit 96 Sitze von insgesamt 332 im ägyptischen Parlament. Die 96 Sitze wurden zwischen Mitgliedern der Allianz wie folgt aufgeteilt:
- Partei des Lichts: 83 Sitze
- Aufbau- und Entwicklungspartei: 10 Sitze
- Authentizitätspartei: 3 Sitze

Zusätzlich gewannen unabhängige Kandidaten der Partei des Lichts 28 Sitze von insgesamt 168 nach Mehrheitswahlrecht gewählten Sitzen. Zusätzlich wurden drei Mitglieder der Aufbau- und Entwicklungspartei als unabhängige Kandidaten gewählt.
Somit gewann der Islamistische Block 2012 insgesamt 127 Sitze von insgesamt 498 (25,5 %) im ägyptischen Parlament, wodurch sie zur zweitgrößten politischen Kraft im Parlament nach der Demokratischen Allianz für Ägypten wurde, die von der ebenfalls islamistischen Freiheits- und Gerechtigkeitspartei geleitet wurde.